# Geografía de Kuwait

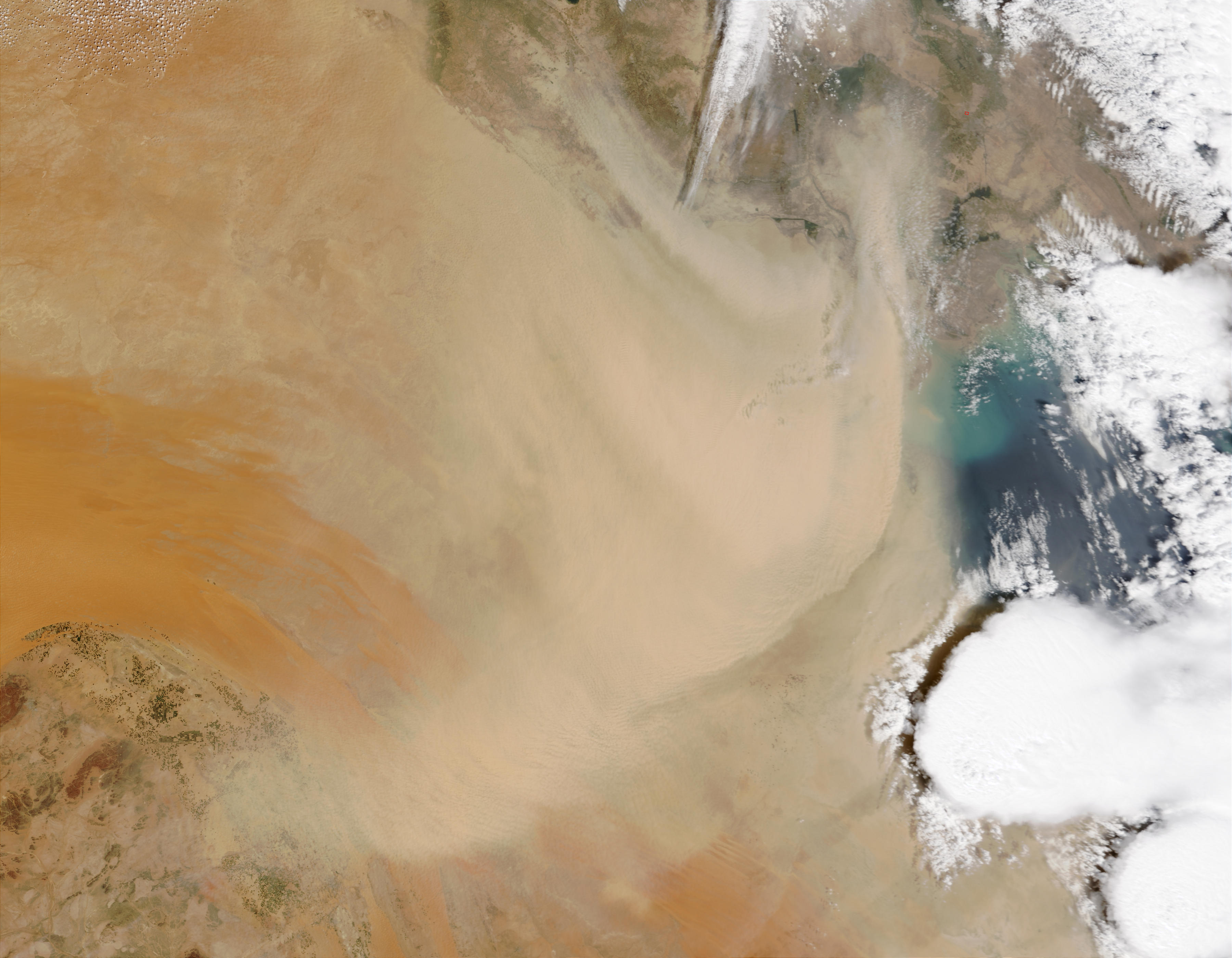
Tormenta de polvo en Kuwait y el sur de Irak, 16 de abril de 2003

Kuwait está situado al sureste de Asia, bordeando el Golfo Pérsico entre Irak y Arabia Saudita. Es un pequeño país de 17.818 kilómetros cuadrados. Sus puntos más distantes son de 200 kilómetros, de norte a sur, y de este a oeste son 170 kilómetros. 
Coordenadas Geográficas
29°30′N 47°30′E / 29.500, 47.500

## Límites
Kuwait tiene frontera con los siguientes países:
- Irak - 242 kilómetros
- Arabia Saudita - 222 kilómetros
- Litoral - 499 kilómetros

## Clima
Kuwait tiene un clima desértico, cálido y seco. Las precipitaciones varían desde 75 hasta 150 milímetros por año en todo el país. Las temperaturas en verano varían entre 42 a 47 °C, la temperatura más alta registrada en Kuwait ha sido de 54 °C en 21 de julio de 2016, en Mitribah. La temperatura más baja jamás registrada fue de -4 °C en enero de 1964, incluso se registraron copos de nieve, y eso es muy peculiar, porque el clima de Kuwait es muy seco. Los veranos son muy extensos, marcados principalmente por fuertes tormentas de polvo, principalmente en el mes de junio y julio. A finales de verano, el clima es más húmedo, ocasionalmente hay fuertes tormentas eléctricas. En noviembre el clima es de muy baja temperatura, llega a descender a los 0 °C durante la noche, y en el día la temperatura varía entre 15 a 20 °C. En invierno la temperatura de Kuwait es más baja en comparación con los otros países del Golfo Pérsico, como Baréin, Catar, o los Emiratos Árabes Unidos, eso se debe a la posición norte que tiene Kuwait, debido a los vientos fríos de la parte superior de Irak e Irán.

## Islas
Kuwait posee nueve islas, siendo la mayor Bubiyan, que está unida al continente por un puente de cemento. Tras la liberación en 1991, la isla se convirtió en una base militar y actualmente no se permite la entrada de civiles. Las islas son:
- Auhah
- Bubiyan
- Failaka
- Kubbar
- Miskan
- Qaruh
- Umm al Maradim
- Umm an Namil
- Warbah

## Flora
La vegetación de Kuwait es muy pobre, está representada por especies con características de clima tropical en las zonas desérticas. El estado de la vegetación ha sido, y todavía lo sigue siendo, impactado por la industria petrolera, lo que ocasiona la contaminación de la tierra.